# 苗沛霖
苗沛霖（？—1863年），字雨三，安徽鳳臺人，清末軍事人物。原為團練首領，參與平定捻亂，後發展為割據勢力，與太平軍、捻軍勾結，遭到清军僧格林沁討伐，兵敗被部下所殺。

## 簡介
家境清貧，“倜傥有大志”，秀才出身，原為私塾教師。1856年在鄉率團練與捻軍作戰，势力迅速膨胀，“聚党蓄众，有不附者辄杀之”，曾控制凤台周围数十州县，割据称雄。
1860年爆發“寿州擅杀案”，苗沛霖的屬下李学曾、郭洪波、谢贯斗、傅家瑞、李双勤等七人赴寿州内应，被徐立壮诛杀。苗由此举兵反清，扬言要杀死徐立壮，为李学曾等人报仇，围攻寿州，派部将王金魁赴六安，與捻军和解，又遣朱鑫赴庐州与陈玉成部联络，被太平天国封为「奏王」。後安徽巡抚翁同书将徐立壮处死，将士绅孙家泰监禁，苗沛霖暂时罢兵撤围。英法聯軍犯京師，胜保召苗沛霖入援，苗沛霖虛以委蛇，不肯北上。
咸丰十一年（1861年），翁同书助苗沛霖降清，朝廷责令苗沛霖“带团立功”，但是年十月底苗沛霖攻破寿州城，杀孙家泰全家，诛皮、黄、洪、吴、张诸姓，俘虜翁同书，占掠霍丘、潁上、怀远、正阳关等地。次年攻颍州，圍安徽巡抚贾臻，不久，投靠钦差大臣胜保，與贾臻合兵，解了颍州之围，张乐行、马融和败走颍上。张乐行突围出走，北归雉河集（今安徽省渦陽縣城）。清廷指责苗沛霖剿灭不力，“任意欺罔”，咸丰十一年九月廿三日，命李昭寿与袁甲三、官文、曾国藩、毛昶熙等各路兵勇进剿苗练。不久苗沛霖诱捕太平軍英王陈玉成、导王陈仕荣、从王陈德漋、天义陈聚成等王献給胜保以示忠誠，清廷雖暫時中止討伐，但除苗之意图未变。不久勝保倒臺，清廷下令其解散團練，苗遂又举兵反清。六月初四日， 寿州知州毛维翼战死，张乐行為僧格林沁所滅，清廷决定铲除苗沛霖，下令僧格林沁剿苗沛霖，令部将詹启纶、克蒙额會同陈国瑞等进攻苗练。再下旨都兴阿添拨马队兵勇二千余人，由帮办军务富明阿往援。苗党张公端见大势已去，向清军投誠，清军取下怀远。
1863年十月二十八日，僧格林沁部攻陷蒙城（今安徽蒙城），苗沛霖亲自巡壕，为部下所杀。由王萬清冒功獻給僧王。苗妻徐氏、子苗连生皆已正法。

## 评价
苗沛霖是中國近代由团练成為軍閥的典型，在清廷與太平军與捻军的消長中求生存。苗沛霖三次反清、两次反太平军，既打捻军、又打清军、太平军。陳玉成被俘時當面怒骂苗沛霖：“无赖小人！墙头一根草，风吹两面倒。”
传言苗沛霖颇有文才，他在《秋霄独坐》中写道：“杜鹃啼血霜华白，魑魅窥人灯火青。我自横刀向天笑，此生休再误穷经。”据说後來谭嗣同《狱中题壁》即引此句。